# Oswaldskapelle (Schaffhausen)
Die Oswaldskapelle (auch: Oswaldkapelle) ist eine baulich in die Stadtbibliothek Schaffhausen (Schweiz) integrierte Kapelle. Sie wurde als Teil des Klosters Allerheiligen 1524 erbaut und zuletzt 1994–2002 restauriert und umgebaut.

## Geschichte
Der erst seit dem 19. Jahrhundert «Oswaldskapelle» genannte Bau wurde in der Spätphase des Klosters errichtet; man vermutete eine Anknüpfung an den Bau der Mariakapelle/Annakapelle 1521/22 und eine Verwendung als Friedhofskapelle oder Aufbahrungsort. Die eigentliche Bausubstanz ist aber wahrscheinlich deutlich älter: eine Untersuchung hat ergeben, dass die Ostmauer der Kapelle auf der abgebrochenen Umfassungsmauer steht, während die übrigen Mauern auf älteren Gräbern des Mönchsfriedhofes stehen.

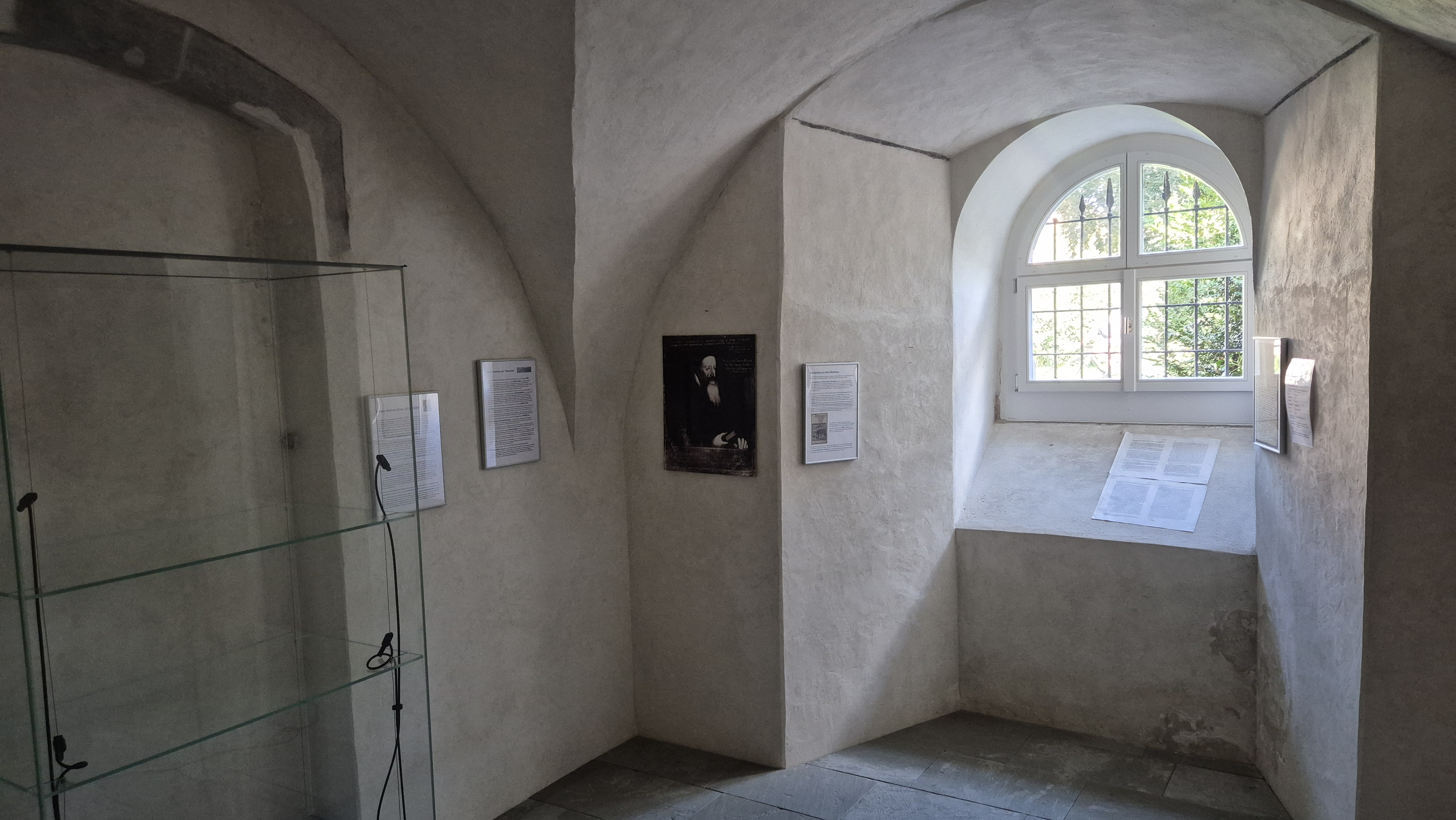
Innenraum

Nach der Aufhebung des Klosters Allerheiligen 1529 wurden die Klosterbauten profanisiert und die Oswaldskapelle dann später in das 1554 gebaute Korn- und Kabishaus integriert, welches heute die Stadtbibliothek beherbergt.
Vermutlich wurde die Oswaldskapelle während der Nutzung des Gebäudes als Korn- und Kabishaus als Fruchtkasten genutzt. Die letzte Umwidmung des Gebäudes wurde 1922/1923 vollzogen: Aus dem ehemaligen Zeughaus wurde nun der neue Standort der Stadtbibliothek Schaffhausen. Die Kapelle war danach durch einen vorgelagerten Gang mit der St. Annakapelle verbunden und diente den Christkatholiken bzw. der Eglise réformée française als Sakristei.

### Restauration 1994 bis 2002
Seit Ende des 19. Jahrhunderts beobachtet man eine Verschlechterung des Wandbildes «Ars moriendi». Darüber hinaus hat die Oswaldskapelle über die Jahre hindurch immer wieder bauliche Massnahmen erfahren, so zuletzt durch die Umwidmung des Hauses in eine Bibliothek 1922/1923, wo bereits eine Teilrestauration und eine Erneuerung der Westfassade stattgefunden hat.
Eine 1949 durchgeführte Analyse zeigte Schäden an Putz und Farbschichten auf. Zudem weist der Raum eine erhöhte Feuchtigkeit auf, der bis heute durch Massnahmen begegnet werden muss. Beim Umbau der Stadtbibliothek 1993–1995 wurde die Oswaldskapelle nicht einbezogen, erste Erhaltungsmassnahmen wurden jedoch unternommen. Kurz vor dem Abschluss des Umbaus anerbot sich die Sturzenegger-Stiftung jedoch, für die Kosten der Umnutzung der Oswaldskapelle und die Restauration des Wandbildes aufzukommen. Im Januar 2002 wurde die Kapelle mit dem Treppenhaus der Stadtbibliothek verbunden und die Restaurierung des Wandbildes im Juli 2002 abgeschlossen.

## Beschreibung

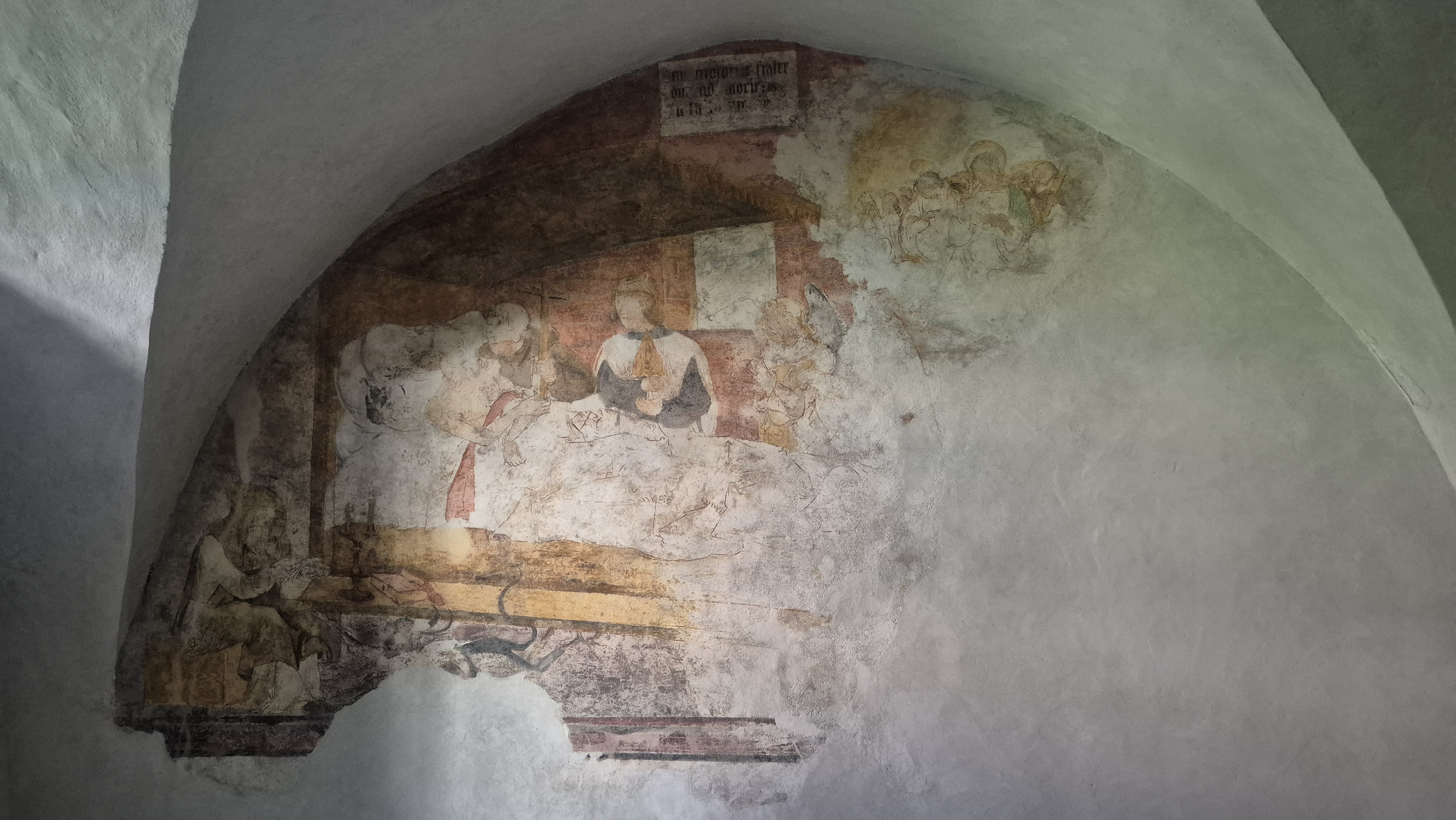
Das Fresko «Ars moriendi»

Im heutigen Zustand präsentiert sich die Oswaldskapelle als schlichter Raum, mit einem kleinen Bogenfenster zum östlichen «Mosergarten» hin. Im 19. Jahrhundert war der Raum wohl niedriger, die Scheitelhöhe betrug nur 270 cm, der Raum war fensterlos. An der südlichen Innenwand befindet sich das teilweise freigelegte und restaurierte Fresko «Ars moriendi», und eine Rekonstruktion von Heinrich Wilhelm Wüscher, wohl 1879 oder 1880 angefertigt, schmückt heute die innere Westwand.